# Michaël Ciani
Pour les articles homonymes, voir Ciani.
Michaël Ciani, né le 6 avril 1984 à Clichy en France, est un footballeur international puis entraîneur français qui a évolué au poste de défenseur central.

## Biographie

### Jeunesse
D'ascendance guadeloupéenne, il effectue sa scolarité au lycée Charles Petiet dans un BEP carrosserie, ses professeurs de l'époque ne manqueront pas de souligner que c'est un très bon joueur, il est très vite comparé à Laurent Blanc.

### Carrière en club

#### Débuts professionnels (2003-2005)
Il intègre le Racing club de France à l'âge de 16 ans, puis tente sa chance en Belgique à Charleroi.
Il est repéré par Guy Roux à l'occasion d'une rencontre amicale entre Charleroi et l'AJ Auxerre. Toutefois, en raison d'une blessure aux adducteurs il n'a jamais la possibilité d'évoluer en Ligue 1.

#### Prêts consécutifs et découverte de la ligue 1 (2005-2007)
Il est alors prêté une saison à Sedan, en Ligue 2, où il enchaîne les bonnes performances. Ayant séduit Christian Gourcuff, l'entraîneur du FC Lorient, il est d'abord prêté au club morbihannais. Il dispute notamment 33 matchs en Ligue 1 avec les Merlus.

#### Confirmation à Lorient (2007-2009)
Après son prêt convaincant la saison précédente, Ciani est définitivement transféré à Lorient pour 700 000 euros et signe un contrat de quatre ans. Il s'imposa durant ces années comme un bon défenseur de Ligue 1.

#### Girondins de Bordeaux (2009-2012)
Le 28 juillet 2009, un accord est trouvé pour le transfert de Ciani entre les dirigeants du FC Lorient et ceux du FC Girondins de Bordeaux pour un montant estimé à 4 millions d'euros et un contrat de quatre ans.
Engagé pour pallier le départ de Souleymane Diawara à Marseille, Ciani fait des débuts remarqués avec son nouveau club. Pour sa première titularisation, le 23 août 2009 contre l'OGC Nice à domicile, Bordeaux obtient son premier match sans but encaissé de la saison (victoire 4-0). Ciani se mue aussi en buteur en Ligue des champions contre le Maccabi Haïfa, le Bayern Munich et l'Olympiakos, sortant à chaque fois son équipe d'une situation compliquée. Contre le Bayern, Michaël inscrit une Madjer en reprenant un corner venu de la droite. Lui-même confiera à RMC : « Cette Madjer, ça m’a permis de me découvrir car j’avais mis un but contre mon camp juste avant d’inscrire ce but. Ce but est l’un des meilleurs de ma carrière. J’en garde un très bon souvenir. »
Le 25 février 2010, le sélectionneur Raymond Domenech le convoque pour la première fois en équipe de France pour jouer le 3 mars suivant contre l'Espagne, où il honore sa première selection. Il fait partie de l'équipe-type de Ligue 1 de la saison 2009-2010.

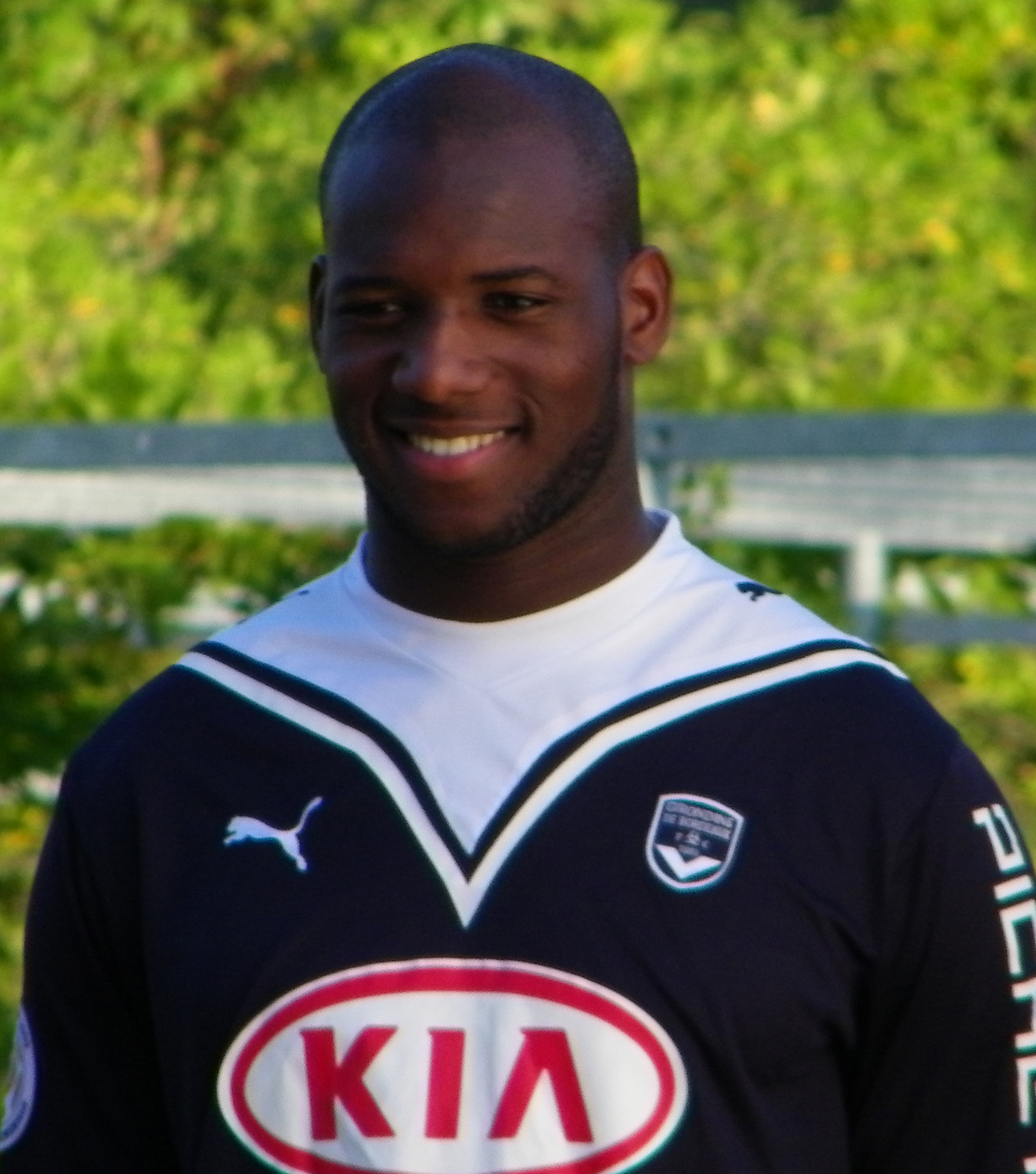
Photo de Michaël Ciani avec le maillot des Girondins en 2009.

À partir de mars 2010, il connait une petite baisse de forme qui déteint sur ses matchs. À la suite de sa saison mitigée avec les Girondins, il n'est pas sélectionné pour disputer la coupe du monde 2010 en Afrique du Sud. La saison suivante, il vit une saison assez difficile avec notamment l'arrivée du nouvel entraîneur Jean Tigana, il ne parvient pas à faire une bonne saison et Tigana n'hésite pas à effectuer des changements tactiques avec les titularisations de Ludovic Sané ou Henrique. Il n'est pas rappelé à la suite de sa saison mitigée en Bleus par son ancien entraîneur, Laurent Blanc, devenu sélectionneur.
Le 2 octobre 2010, lors de la 8e journée de Ligue 1 contre son ancien club, Lorient, Ciani marque d'un lobe après un relance du gardien adverse. Il déclare aux journalistes après le match : « Kévin (Gameiro) n'était pas loin, il a un peu stoppé son effort et ne m'a pas disputé le ballon. Mais je me suis un peu décalé, car le ballon arrivait un peu trop dans mes pieds et je voulais tenter de le brosser. J'ai vu qu'Audard était avancé. J'ai tenté ma chance »
Lors de la saison 2011-2012, l'arrivée du nouvel entraineur Francis Gillot va changer la donne. En effet, l'ancien entraineur sochalien, va lui faire confiance et va permettre à Michael Ciani de retrouver son niveau de jeu, et permettre aux Girondins de finir cinquième du classement final de Ligue 1.
À la fin de la saison, alors que des rumeurs de transfert envoient Ciani hors de la Gironde, le défenseur annonce qu'il n'est pas contre une prolongation de contrat chez les marines et blancs. En effet, il annonce qu'il « aime beaucoup cette équipe, ce groupe, le staff en place et le challenge qui arrive. »
Le 26 août 2012, le natif parisien dispute son dernier match sous le maillot bordelais lors du PSG-Bordeaux (0-0) où il termine d'ailleurs sur une bonne note; à la fin du match, disant au revoir à ses fans pour la dernière fois, Ciani a déclaré que le lendemain il signerait pour le club italien de la Lazio.

#### Lazio Rome (2012-2015)
Le 27 août 2012, Ciani s'engage officiellement avec le club italien de la Lazio pour trois ans jusqu'en 2015,.

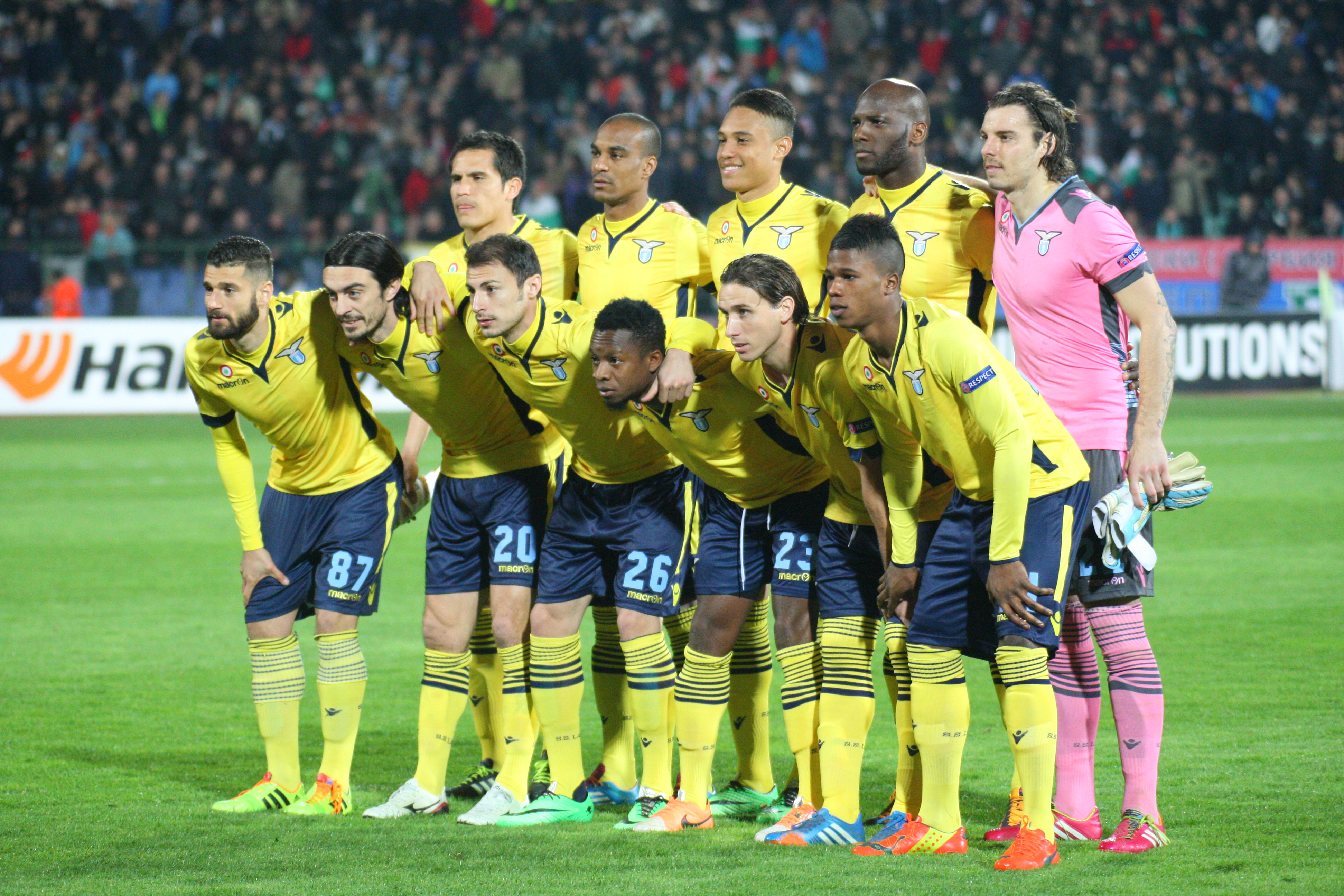
Michaël Ciani aux côtés des coéquipiers lors du match nul contre Ludogorets en Europa league en 2014.

Ses débuts sous le maillot bleu et blanc ont eu lieu le 20 septembre 2012, lors du match de Ligue Europa contre Tottenham. Ciani entre en jeu à la 93e minute à la place du Brésilien Hernanes, le match se finit sur le score de 0-0. Il a marqué son premier but sous le maillot des Biancocelesti le 19 décembre 2012 lors du 8e de finale de Coupe d'Italie contre Sienne. L'équipe romaine a arraché le match nul (1-1) à la 95e minute grâce au but du français. Après les tirs au but, la Lazio est finalement qualifiée,. Le 26 mai 2013, il remporte la Coupe d'Italie en battant l'AS Roma 1-0 en finale. Le 18 août 2013, les Laziale ont perdu la Supercoupe d'Italie contre la Juventus 4-0.
Le 30 octobre 2013, il marque son premier but dans le championnat italien ; son but de la tête permet à la Lazio de faire match nul 1-1 à Milan,.
À l'automne 2014, il est en difficulté chez les Biancazzurri et est de ce fait placé sur la liste des transferts. En janvier 2015, son agent déclare à Eurosport que son contrat se termine en juin 2015 et qu'il souhaite partir en Angleterre, immédiatement et gratuitement d'un commun accord avec son club. Le club répond qu'il ne partira pas à moins d'une offre à 700 000 euros.
Ciani et ses coéquipiers de la Lazio ont perdu la finale de la Coupe d'Italie, battus par la Juventus 2-1 le 20 mai 2015.
Le 3 juin 2015, alors que son contrat expirait, il fait ses adieux à l'équipe romaine avec laquelle il a disputé 72 matches au total avec 2 buts marqués. Michaël Ciani aura donc joué 3 ans pour le club de la capitale italienne.

#### Passage éclair au Sporting CP (2015)
Libre après la fin de son contrat avec la Lazio Rome, Ciani débarque à Lisbonne et s'engage avec le Sporting CP le 18 juillet 2015 pour une durée de deux saisons plus une autre en option malgré des contacts en Championship,,.
Absent de la liste de convocation pour cause de gastro-entérique après un match amical de pré-saison catastrophique, il n'est pas cité dans le groupe de joueurs qui composera l'effectif 2015-2016 du SCP. Dès le lendemain, la presse portugaise annonce un départ de Michael Ciani car le rendement du défenseur n'aurait pas convaincu Jorge Jesus et le placerait même au cinquième et dernier rang de la hiérarchie des centraux (derrière Paulo Oliveira, Ewerton, Naldo et le jeune Tobias Figueiredo).
Finalement le club fera tout pour pousser le joueur vers la porte de sortie,.

#### Passage raté à l'Espanyol de Barcelone (2015-2016)
Le jour même, Ciani s'envole pour Barcelone où il passe les tests médicaux pour s'engager avec l'Espanyol de Barcelone avec à la clé un contrat de deux ans,.
Il fait ses débuts le 12 septembre 2015, lors de la lourde défaite 0-6 à domicile contre le Real Madrid pour le compte de la 3e journée de Liga,. Ciani ne joue que la première mi-temps, son équipe était déjà en train de perdre 0-4. L'ancien lorientais joue son deuxième match seulement 3 mois plus tard pour le compte des 16es de finale aller en Coupe du Roi contre Levante. L'Espanyol fait match nul, Ciani est titulaire et joue l'entièreté du match où il est sanctionné d'un carton jaune dès la 10e minute de jeu.
Rarement sur la feuille de match, il ne dispute que 5 rencontres (3 en championnat et 2 en coupe) pour 4 défaites au cours de sa pige d'un an à Barcelone. Il résilie son contrat d'un commun accord avec le club le 31 août 2016 dans les dernières heures du mercato,.

#### Retour au FC Lorient (2016-2017)
Peu après sa résiliation avec l'Espanyol, Michaël Ciani, s'entraîne début septembre 2016 avec Lorient. Il signe officiellement son contrat le 8 septembre 2016 pour une saison. Le président des Merlus, Loïc Ferry s'est d'ailleurs félicité de se transfert qui ajoute "un renfort, et de l'expérience" dans la défense morbihannaise.
En mars 2017, Ciani est désigné pour être capitaine du FC Lorient à la place de Benjamin Lecomte. L'entraîneur Bernard Casoni explique son choix : "Je préfère un joueur de champ. Cela permet de mieux discuter avec l'arbitre. Si ça avait posé un problème à Benjamin [Lecomte], il aurait gardé son brassard. Michael peut apporter un petit plus. Et puis, il a du vécu, est très impliqué".
Le 22 avril 2017, à l'occasion de la 34e journée de Ligue 1, Lorient reçoit Metz au Moustoir. Les lorientais gagnent 5-1 avec le but du 1-0 marqué par Ciani. Cette performance lui permet d'être dans l'équipe type du quotidien L'Équipe aux côtés de son coéquipier Jimmy Cabot auteur d'un doublé.
Malgré cela, le FC Lorient termine 18e de Ligue 1 synonyme de barrage. Ciani et ses coéquipiers affrontent Troyes mais perdent sur l'ensemble des 2 rencontres (2-1 pour Troyes au cumulé).

#### Los Angeles Galaxy (2017-2018)
Le 2 septembre 2017, Ciani a signé dans le club MLS, LA Galaxy en tant qu'agent libre,,. Ciani a marqué son premier but pour le Galaxy contre le FC Dallas le 22 octobre 2017. Ciani a été libéré par LA Galaxy à la fin de la saison 2018.
Le 20 octobre 2019, Ciani, à 35 ans, annonce sa retraite.

### Carrière internationale

#### Unique sélection chez les A (2010)
Le 25 février 2010, cinq ans après son dernier match sous le maillot des Bleuets, Ciani est convoqué en équipe de france par Raymond Domenech, en vue du match amical contre l'Espagne. Il déclara pour L'Equipe : « Le jour de l’annonce, je suis chez le notaire en train d’acheter ma maison. Pendant tout le rendez-vous, mon téléphone ne fait que vibrer, 40 appels, 40 messages. Je me sens super ému, fier de tout le travail accompli pour bâtir un parcours cohérent jusqu’à atteindre le Graal ».
Le 3 mars 2010, le match est remporté par les espagnols sur le score 2-0. Le défenseur bordelais décroche à cette occasion sa première sélection en équipe de France, aux côtés de Julien Escudé. Revenant sur sa sélection, Ciani est toutefois fier de ce match dans sa carrière : « J’ai joué contre la meilleure équipe du monde au stade de France ! Je suis vraiment fier d’avoir vécu ça contre l’Espagne et pas contre une petite équipe insignifiante. Je n’ai eu qu’une sélection mais c’est LA sélection ! ».

### Carrière d'entraîneur

#### Reconversion à Houilles
Au terme de sa carrière de joueur, Ciani devient conseiller sportif du club yvelinois de Houilles, le Houilles Athletic Club en juin 2022. Le club évolue alors en Régional 2, la septième division française.
Le 15 décembre 2022, l'ancien bordelais est nommé entraîneur de l'équipe première du HAC à la mi-saison à la place de Ludovic Gauthier. A cette occasion, Ciani est rejoint par son frère Amick en tant qu'entraîneur adjoint,,. Le HAC a pris en charge les frais de son diplôme d’entraîneur pour le Brevet Entraîneur de Football (BEF). Il a également une dérogation pour entraîner le club étant en formation pour le BEF.
Le 14 janvier 2023, Michael Ciani fait ses débuts lors du choc de championnat contre Conflans-Sainte-Honorine, leader de la poule. Le match est perdu par Houilles. Après 17 journées, le HAC est leader de son groupe D de Régional 2 avec 7 points d'avance sur Conflans. Le 23 avril 2023, après la victoire ovilloise 4-1 contre l'Adamois Foot, le Houilles AC est assuré de terminer champion de Régional 2 ayant 11 points d'avance sur Conflans à trois journées de la fin. Le HAC monte pour la première fois en Régional 1 de son histoire.

#### Première saison complète à Houilles (2023-2024)
Pour sa première saison en R1, le club fini 9e de sa poule (sur 12) et est maintenu dans la 6e division pour l'année suivante.

##### Parcours en Coupe de France
Le 16 septembre 2023, Michael Ciani entraîne pour la première fois en Coupe de France, à l'occasion du troisième tour contre Rueil-Malmaison FC. Houilles gagne le match 3-1 contre l'équipe de Régional 2, à domicile au stade Maurice Baquet.
Pour le quatrième tour, le HAC de Ciani hérite du FC Courcouronnes, club de Régional 3. Le 1er octobre 2023, Houilles l'emporte 0-4 sur le terrain de Courcouronnes.
Deux semaine après sa large victoire en coupe, Houilles affronte le club de l'ESA Linas-Montlhery, équipe de National 3. Ciani et ces joueurs parviennent à l'emporter sur le score de 2 à 1 au stade Maurice Baquet,. Le but du 1-0 est marqué par l'ailier Sabri Saïd du HAC, d'une frappe des 25 mètres filant droit vers la lucarne gauche du but, imparable pour le gardien adverse.
Au sixième tour, les ovillois emmenés par Ciani affronte le FC Écouen, équipe de D1 (9e division) qui est parvenu à ce stade de la compétition pour la première fois de son histoire. Le match est très disputé, et les joueurs d'Écouen sont valeureux. Houilles s'impose par la plus petite des marge (0-1).
Le 1er novembre 2023, lors du tirage au sort du 7e tour de coupe à Clairefontaine, Houilles hérite du SCO d'Angers pensionnaire de Ligue 2,. Les ovillois doivent créer l'exploit pour accéder au tour suivant. En cas de victoire, l'équipe de Ciani affrontera le vainqueur du match entre Le Plessis-Robinson (R1) et Brissac-Quincé (R2). Ciani aligne ses joueurs en 3-4-3 pour recevoir les angevins. La rencontre est dès le départ maîtrisée par le SCO malgré des situations dangereuses pour Houilles. A la 38e minute, sur une mésentente entre le gardien Soumaré et ses défenseurs, Loïs Diony n'a plus qu'à pousser la balle au fond des filets pour ouvrir le score pour le SCO. Sous une pluie battante le match se termine peu après le pénalty marqué par Himad Abdelli (90e+2) sur le score de 0-2.

##### Coupe de Paris
Le 25 février 2024, pour la première fois de son histoire, Houilles se qualifie en finale de la Coupe de Paris en gagnant 6-0 sur le terrain de Morangis. Le club affrontera le FC Conflans en finale, équipe contre qui les joueurs ovillois avaient perdu par deux fois l'année précédente. L'équipe de Ciani perd cette finale sur le score de 3-1,.

#### Deuxième saison à Houilles (2024-2025)
Pour le premier match de la saison, les ovillois de joue à l'extérieur contre la réserve de Créteil Lusitanos. Le match est remporté par Créteil sur le score de 3-1.

##### Parcours en Coupe de France
Étant en Régional 1, Houilles commence la compétition au troisième tour en affrontant Fontenay-sous-Bois, club de R3. Ayant deux divisions d'écart, c'est l'équipe de Ciani qui se déplace sur le terrain de Fontenay. Houilles gagne sur le score de 2-4.
Au quatrième tour, le club tire au sort Villiers-sur-Marne, équipe de Départemental 2 (10e division française) qui joue pour la première fois aussi loin dans la compétition. Les visiteurs l'emportent facilement sur le score de 0 à 8.
Pour le cinquième tour, Ciani et ses joueurs affronteront l'Olympique de Noisy-le-Sec, club de R2. Houilles jouera à domicile,.

## Statistiques

### Statistiques détaillées
| Saison                | Club                     | Championnat           | Championnat | Championnat | Championnat | Coupe nationale | Coupe nationale | Coupe nationale | Coupe de la Ligue | Coupe de la Ligue | Coupe de la Ligue | Compétition(s) continentale(s) | Compétition(s) continentale(s) | Compétition(s) continentale(s) | Compétition(s) continentale(s) | Autres compétitions | Autres compétitions | Autres compétitions | Autres compétitions | France | France | France | Total | Total | Total |
| Saison                | Club                     | Division              | M.          | B.          | P.d.        | M.              | B.              | P.d.            | M.                | B.                | P.d.              | Comp.                          | M.                             | B.                             | P.d.                           | Comp.               | M.                  | B.                  | P.d.                | M.     | B.     | P.d.   | M.    | B.    | P.d.  |
| 2001-2002             | RC Paris                 | National              | 1           | 0           | 0           | -               | -               | -               | -                 | -                 | -                 | -                              | -                              | -                              | -                              | -                   | -                   | -                   | -                   | -      | -      | -      | 1     | 0     | 0     |
| 2002-2003             | RC Paris                 | CFA                   | -           | -           | -           | -               | -               | -               | -                 | -                 | -                 | -                              | -                              | -                              | -                              | -                   | -                   | -                   | -                   | -      | -      | -      | 0     | 0     | 0     |
| Sous-total            | Sous-total               | Sous-total            | 1           | 0           | 0           | -               | -               | -               | -                 | -                 | -                 | -                              | -                              | -                              | -                              | -                   | -                   | -                   | -                   | -      | -      | -      | 1     | 0     | 0     |
| 2003-2004             | Charleroi SC             | Division 1            | 18          | 1           | 0           | -               | -               | -               | -                 | -                 | -                 | -                              | -                              | -                              | -                              | -                   | -                   | -                   | -                   | -      | -      | -      | 18    | 1     | 0     |
| 2004-2005             | AJ Auxerre               | Ligue 1               | -           | -           | -           | -               | -               | -               | -                 | -                 | -                 | C3                             | -                              | -                              | -                              | -                   | -                   | -                   | -                   | -      | -      | -      | 0     | 0     | 0     |
| 2005-2006             | CS Sedan Ardennes (prêt) | Ligue 2               | 37          | 3           | 0           | 1               | 0               | 0               | 2                 | 0                 | 0                 | -                              | -                              | -                              | -                              | -                   | -                   | -                   | -                   | -      | -      | -      | 40    | 3     | 0     |
| 2006-2007             | FC Lorient (prêt)        | Ligue 1               | 33          | 1           | 0           | 1               | 0               | 0               | 1                 | 0                 | 0                 | -                              | -                              | -                              | -                              | -                   | -                   | -                   | -                   | -      | -      | -      | 35    | 1     | 0     |
| 2007-2008             | FC Lorient               | Ligue 1               | 36          | 0           | 0           | 3               | 0               | 0               | 1                 | 0                 | 0                 | -                              | -                              | -                              | -                              | -                   | -                   | -                   | -                   | -      | -      | -      | 40    | 0     | 0     |
| 2008-2009             | FC Lorient               | Ligue 1               | 29          | 4           | 0           | 1               | 0               | 0               | 1                 | 0                 | 0                 | -                              | -                              | -                              | -                              | -                   | -                   | -                   | -                   | -      | -      | -      | 31    | 4     | 0     |
| Sous-total            | Sous-total               | Sous-total            | 98          | 5           | 0           | 5               | 0               | 0               | 3                 | 0                 | 0                 | -                              | -                              | -                              | -                              | -                   | -                   | -                   | -                   | -      | -      | -      | 106   | 5     | 0     |
| 2009-2010             | Girondins de Bordeaux    | Ligue 1               | 30          | 2           | 0           | 2               | 0               | 0               | 3                 | 0                 | 0                 | C1                             | 9                              | 3                              | 0                              | -                   | -                   | -                   | -                   | 1      | 0      | 0      | 45    | 5     | 0     |
| 2010-2011             | Girondins de Bordeaux    | Ligue 1               | 29          | 3           | 0           | 2               | 0               | 0               | 2                 | 0                 | 0                 | -                              | -                              | -                              | -                              | -                   | -                   | -                   | -                   | -      | -      | -      | 33    | 3     | 0     |
| 2011-2012             | Girondins de Bordeaux    | Ligue 1               | 31          | 1           | 1           | 3               | 1               | 0               | 1                 | 0                 | 0                 | -                              | -                              | -                              | -                              | -                   | -                   | -                   | -                   | -      | -      | -      | 35    | 2     | 1     |
| 2012-2013             | Girondins de Bordeaux    | Ligue 1               | 3           | 0           | 0           | -               | -               | -               | -                 | -                 | -                 | C3                             | 1                              | 0                              | 0                              | -                   | -                   | -                   | -                   | -      | -      | -      | 4     | 0     | 0     |
| Sous-total            | Sous-total               | Sous-total            | 93          | 6           | 1           | 7               | 1               | 0               | 6                 | 0                 | 0                 | -                              | 10                             | 3                              | 0                              | -                   | -                   | -                   | -                   | 1      | 0      | 0      | 117   | 10    | 1     |
| 2012-2013             | Lazio Rome               | Serie A               | 18          | 0           | 1           | 5               | 1               | 0               | -                 | -                 | -                 | C3                             | 11                             | 0                              | 0                              | -                   | -                   | -                   | -                   | -      | -      | -      | 34    | 1     | 1     |
| 2013-2014             | Lazio Rome               | Serie A               | 18          | 1           | 0           | 2               | 0               | 0               | -                 | -                 | -                 | C3                             | 6                              | 0                              | 0                              | -                   | -                   | -                   | -                   | -      | -      | -      | 26    | 1     | 0     |
| 2014-2015             | Lazio Rome               | Serie A               | 12          | 0           | 0           | -               | -               | -               | -                 | -                 | -                 | -                              | -                              | -                              | -                              | -                   | -                   | -                   | -                   | -      | -      | -      | 12    | 0     | 0     |
| Sous-total            | Sous-total               | Sous-total            | 48          | 1           | 1           | 7               | 1               | 0               | -                 | -                 | -                 | -                              | 17                             | 0                              | 0                              | -                   | -                   | -                   | -                   | -      | -      | -      | 72    | 2     | 1     |
| 2015-2016             | Sporting CP              | Primeira Liga         | -           | -           | -           | -               | -               | -               | -                 | -                 | -                 | C1+C3                          | -                              | -                              | -                              | -                   | -                   | -                   | -                   | -      | -      | -      | 0     | 0     | 0     |
| 2015-2016             | RCD Espanyol             | Liga                  | 2           | 0           | 0           | 2               | 0               | 0               | -                 | -                 | -                 | -                              | -                              | -                              | -                              | -                   | -                   | -                   | -                   | -      | -      | -      | 4     | 0     | 0     |
| 2016-2017             | RCD Espanyol             | LaLiga                | 1           | 0           | 0           | -               | -               | -               | -                 | -                 | -                 | -                              | -                              | -                              | -                              | -                   | -                   | -                   | -                   | -      | -      | -      | 1     | 0     | 0     |
| Sous-total            | Sous-total               | Sous-total            | 3           | 0           | 0           | 2               | 0               | 0               | -                 | -                 | -                 | -                              | -                              | -                              | -                              | -                   | -                   | -                   | -                   | -      | -      | -      | 5     | 0     | 0     |
| 2016-2017             | FC Lorient               | Ligue 1               | 25          | 3           | 0           | 2               | 0               | 0               | -                 | -                 | -                 | -                              | -                              | -                              | -                              | BR                  | 2                   | 0                   | 0                   | -      | -      | -      | 29    | 3     | 0     |
| 2017                  | Los Angeles Galaxy       | MLS                   | 6           | 1           | 0           | -               | -               | -               | -                 | -                 | -                 | -                              | -                              | -                              | -                              | -                   | -                   | -                   | -                   | -      | -      | -      | 6     | 1     | 0     |
| 2018                  | Los Angeles Galaxy       | MLS                   | 21          | 1           | 0           | 1               | 0               | 0               | -                 | -                 | -                 | -                              | -                              | -                              | -                              | -                   | -                   | -                   | -                   | -      | -      | -      | 22    | 1     | 0     |
| Sous-total            | Sous-total               | Sous-total            | 27          | 2           | 0           | 1               | 0               | 0               | -                 | -                 | -                 | -                              | -                              | -                              | -                              | -                   | -                   | -                   | -                   | -      | -      | -      | 28    | 2     | 0     |
| Total sur la carrière | Total sur la carrière    | Total sur la carrière | 350         | 21          | 2           | 25              | 2               | 0               | 11                | 0                 | 0                 | -                              | 27                             | 3                              | 0                              | -                   | 2                   | 0                   | 0                   | 1      | 0      | 0      | 416   | 26    | 2     |

### Liste des matchs internationaux
| Matchs internationaux de Michaël Ciani | Matchs internationaux de Michaël Ciani | Matchs internationaux de Michaël Ciani | Matchs internationaux de Michaël Ciani | Matchs internationaux de Michaël Ciani | Matchs internationaux de Michaël Ciani | Matchs internationaux de Michaël Ciani |
|                                        | Date                                   | Lieu                                   | Adversaire                             | Résultats                              | Compétitions                           | Notes                                  |
| -------------------------------------- | -------------------------------------- | -------------------------------------- | -------------------------------------- | -------------------------------------- | -------------------------------------- | -------------------------------------- |
| 1.                                     | 3 mars 2010                            | Stade de France, Saint-Denis, France   | Espagne                                | 0 - 2                                  | Match amical                           | Titulaire.                             |

### Statistiques d'entraîneur
| Saison                | Club                  | Division              | Division              | Matchs | Victoires | Nuls | Défaites | % Victoires |
| --------------------- | --------------------- | --------------------- | --------------------- | ------ | --------- | ---- | -------- | ----------- |
| 2022-2023             | Houilles AC           | 7                     | Régional 2            | 13     | 10        | 1    | 2        | 76,92       |
| 2023-2024             | Houilles AC           | 6                     | Régional 1            | 27     | 11        | 9    | 7        | 40,74       |
| 2024-2025             | Houilles AC           | 6                     | Régional 1            | 23     | 14        | 5    | 4        | 60,87       |
| Total sur la carrière | Total sur la carrière | Total sur la carrière | Total sur la carrière | 63     | 35        | 15   | 13       | 55,56       |

## Palmarès

### En tant que joueur

#### En club
| SC Sedan                          | Girondins de Bordeaux (1)                                                               | SS Lazio (1)                             |
| --------------------------------- | --------------------------------------------------------------------------------------- | ---------------------------------------- |
| - Ligue 2 - Vice-champion en 2006 | - Coupe de la Ligue - Finaliste en 2010 - Trophée des champions (1) - Vainqueur en 2009 | - Coupe d'Italie (1) - Vainqueur en 2013 |

#### En sélection
- France Espoir
  - Tournoi Maurice Revello :
    - Vainqueur : 2004

### En tant qu'entraîneur
| Houilles AC                                                                     |
| ------------------------------------------------------------------------------- |
| - Régional 2 (groupe B) - Champion en 2023 - Coupe de Paris - Finaliste en 2024 |

## Distinctions personnelles
- Nommé dans l'équipe type de la Ligue 1 en 2010 aux Trophées UNFP[76].